# Spiegelauer Waldbahn
| Spiegelauer Waldbahn               | Spiegelauer Waldbahn |
| Geografische Daten                 | Geografische Daten   |
| ---------------------------------- | -------------------- |
| Kontinent                          | Europa               |
| Land                               | Deutschland          |
| Bundesland                         | Bayern               |
| Streckenbezogene Daten             |                      |
| Diesellok als Denkmal in Spiegelau |                      |
| Streckenlänge:                     | 100 km               |
| Spurweite:                         | 600 mm (Schmalspur)  |
|                                    |                      |

Die Spiegelauer Waldbahn war eine für den Holztransport geschaffene schmalspurige Waldbahn um Spiegelau im Bayerischen Wald.

## Bau
Nach der Eröffnung der Bahnstrecke Zwiesel–Grafenau im Jahr 1890 ergaben sich auf dem Schienenweg neue Möglichkeiten für den Holztransport aus den Wäldern um den Großen Rachel. Auf Anregung von Forstmeister Leythäuser, der 1890 zur Regierung von Niederbayern versetzt wurde, begann das Forstpersonal ab 1900 in Eigenregie ab dem Staatsbahnhof Spiegelau eine Schmalspurbahn mit 600 Millimetern Spurweite zu verlegen.
Die offizielle Genehmigung zum weiteren Ausbau einer dauerhaften Waldbahn erfolgte am 26. August 1908. Zu dieser Zeit war bereits eine 7 Kilometer lange Strecke entstanden. Im November 1909 erfolgte in Anwesenheit von Beamten der Eisenbahndirektion Regensburg die offizielle Probefahrt auf der inzwischen schon 17,5 Kilometer messenden Strecke. Ebenfalls 1909 wurden als erste Fahrzeuge zwei Dampflokomotiven geliefert.
1911 erreichte die Hauptstrecke das 32 Kilometer entfernte Mauth. Nun folgte ein Seitenast Richtung Rachel-Diensthütte. Der Erste Weltkrieg und die Nachkriegszeit unterbrachen die weiteren Arbeiten. In den 1920er Jahren wurde das Streckennetz zum Bahnhof Klingenbrunn verlängert. 1926 waren bereits 41 Kilometer Strecken- und 5 Kilometer Nebengleise vorhanden.
Nach der Windwurfkatastrophe von 1927 erfolgte eine weitere Intensivierung und der Bau bis in die Nähe von Finsterau. Nach 1930 hatte die Spiegelauer Waldbahn mit 95 Kilometern fest verlegter Strecke ihre größte Ausdehnung erreicht. Weiteren Neubauten standen von nun an auch Rückbauten entgegen. Die letzte Erweiterung erfolgte erst ab 1951 mit dem Bau einer sieben Kilometer langen Strecke zur Scheerhütte durch 156 Notstandsarbeiter. 1953 erreichte man schließlich auf knapp 1000 Metern Höhe den höchsten Punkt im Streckennetz, wodurch ein 700 Hektar großes Waldgebiet erschlossen wurde.

## Betrieb
Die Spiegelauer Waldbahn transportierte das Holz zu den Stationen in Spiegelau oder Klingenbrunn, wo es auf normalspurige Güterwagen verladen und in Richtung Zwiesel abtransportiert wurde. Die Strecken waren sehr steil und kurvenreich. Die Gleise lagen auf stabilen Bahndämmen. Sie wurden öfters an einer Stelle abgebaut, auf den Zug geladen und anderswo wieder neu verlegt. Beim Bahnbetriebswerk in Spiegelau baute die Forstverwaltung Anfang der 20er Jahre eine Lokomotivdrehscheibe. Bei Sagwassersäge gab es ein Gleisdreieck, bei Klingenbrunn eine Wendeschleife. Im Güterverkehr transportierte die Bahn neben Holz auch Stückgut, besonders Lebensmittel in die abgelegenen Ortschaften Guglöd, Waldhäuser und die Graupsäge. 1930 wurde die Rekordmenge von 118.119 Festmeter Großnutzholz, 40.491 Ster Schichtholz und 2.127 Tonnen Stückgut gefahren.
Ab den 20er Jahren umfasste der Lokomotivbestand ständig etwa 7 grün gestrichene, mit gelben Zierstreifen versehene Lokomotiven, ab 1926 auch Diesellokomotiven. Die Waldbahn besaß insgesamt 12 Lokomotiven, davon 5 Dampf-, 4 Diesel- und 3 benzinelektrische Loks. Auf dem Höhepunkt des Betriebs 1932 besaß sie 355 Holztransportwagen („Trucks“) und 47 andere Wagen. Im Winter ruhte der Zugverkehr aufgrund der hohen Schneelage.

## Das Ende
Nach dem Zweiten Weltkrieg verlangte die Bundesbahndirektion Regensburg, bei der die Bauaufsicht lag, eine Überholung der Bahn, was etwa 500.000 DM gekostet hätte. Da inzwischen der Bau von Forststraßen und der Holztransport durch Kraftfahrzeuge rentabler war, ordnete die Oberforstdirektion Regensburg am 21. September 1957 den Abbau der Spiegelauer Waldbahn bis 1960 an. 1955 gehörten zur Spiegelauer Waldbahn noch elf Lokomotiven, 182 Trucks und 23 Spezialfahrzeuge. 1957 begann der Rückbau der Gleise zugunsten von Forststraßen. Für die Bevölkerung wurden Abschiedsfahrten mit Personenverkehr angeboten. Am 11. Mai 1960 fuhr der letzte Zug, am 8. September war das letzte Gleis abgebaut.

## Gegenwart

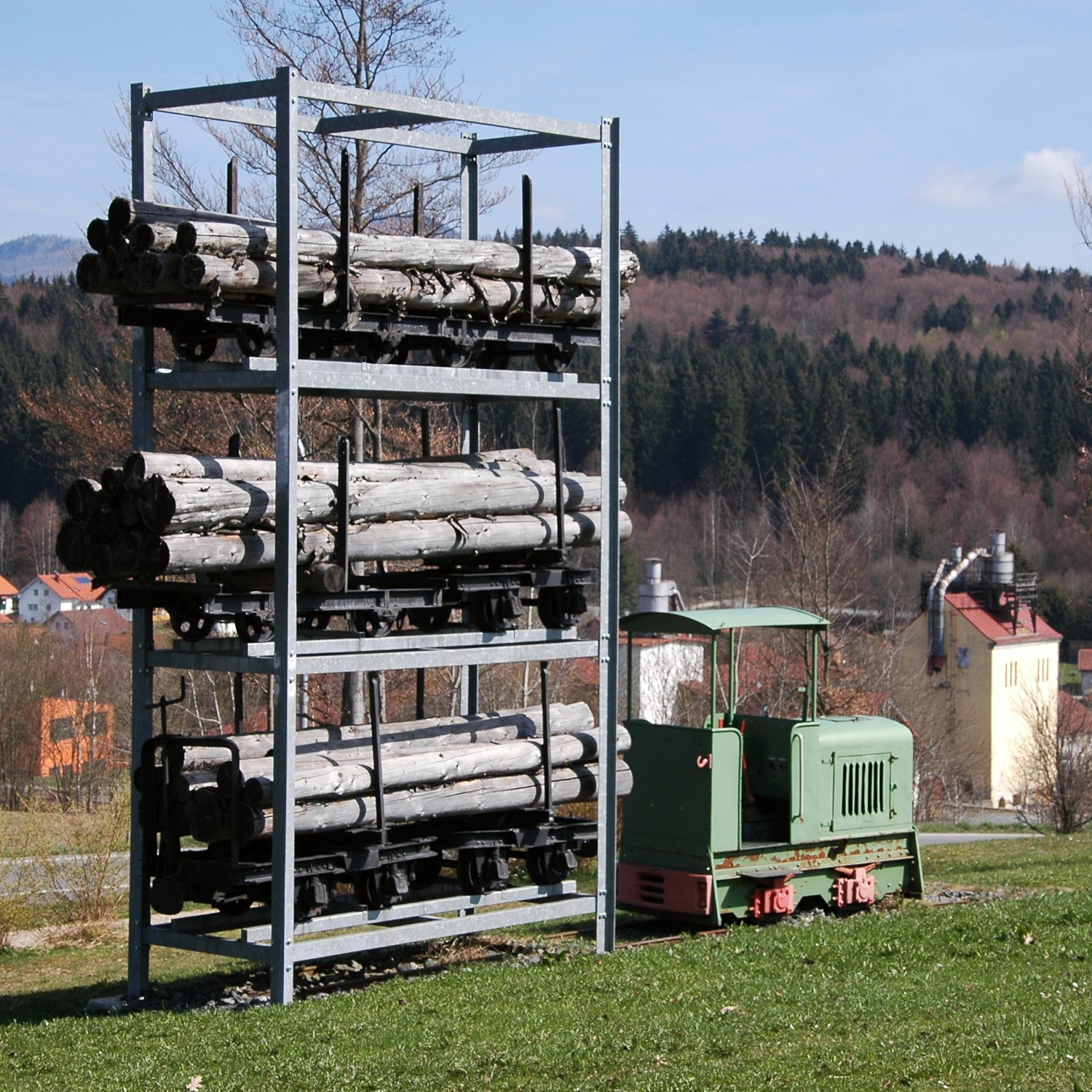
Waldbahndenkmal in Spiegelau (2010)

Der Lokschuppen am Bahnhof Spiegelau ist noch vorhanden. Mehrere ehemalige Bahndämme dienen, wie andere ehemalige Bahnstrecken auch, als Unterbau für Rad- und Wanderwege. Teilweise wurden sie vom Nationalpark Bayerischer Wald wieder freigelegt. Die Hauptstrecke der Waldbahn wird heute als Nationalparkradweg genutzt.
Schon frühzeitig gab es Bemühungen von Eisenbahnfreunden um eine Reaktivierung der Spiegelauer Waldbahn als Museumsbahn.
Zudem gibt es im Infozentrum in Spiegelau eine Dauerausstellung über die Waldbahn.
Im Spiegelauer Ortszentrum ist eine Waldbahn-Diesellokomotive sowie drei Holztransportwagen unterschiedlicher Bauart als Waldbahndenkmal aufgestellt.
Seit dem 10. August 2003 wurde in Riedlhütte vom Feld- und Waldbahnverein Riedlhütte e.V. eine kurze Feldbahnstrecke errichtet. Diese wird seitdem regelmäßig befahren. Hierbei handelt es sich jedoch um einen vollständigen Neubau, welcher abseits der ehemaligen Waldbahntrasse im Ortszentrum errichtet wurde.